# Steel of Swabia
Steel of Swabia je debutové album skupiny Kissin' Dynamite.

## Seznam skladeb
1. Let's Get Freaky - 04:09
2. Out In The Rain - 03:46
3. Steel Of Swabia - 03:57
4. Against The World - 04:11
5. My Religion - 03:35
6. Only The Good Die Young - 03:53
7. Zombie - 03:42
8. Welcome To The Jungle - 03:32
9. Heartattack - 03:13
10. Lie For Me - 04:22
11. Ready Steady Thunder - 3:20

## Sestava
- Johannes Braun – zpěv
- Ande Braun – elektrická kytara
- Jim Müller – elektrická kytara
- Steffen Haile – basová kytara
- Andi Schnitzer – bicí